# Dear Future Mom
Dear Future Mom ist ein Kurzfilm über Menschen mit Down-Syndrom. Im Film antworten 15 junge Menschen mit Trisomie 21 einer werdenden Mutter, warum ihr Leben lebenswert sei und welche Fähigkeiten sie hätten.
Der Dachverband der italienischen Vereine von Menschen mit Down-Syndrom produzierte den Film anlässlich des Welt-Down-Syndrom-Tages 2014. Auslöser war eine werdende Mutter, die besorgt an die Organisation herangetreten war und wissen wolle, ob ihr Kind glücklich werden könnte. Als Antwort entstand Dear Future Mom. Auf YouTube wurde der Film über acht Millionen Mal angeklickt.
Der Film wurde auch in verschiedenen Ländern im Fernsehen gezeigt. In Frankreich untersagte das oberste Verwaltungsgericht die weitere Ausstrahlung. Frauen, die ihre Schwangerschaft abgebrochen hätten, könnten Schuldgefühle entstehen. Das führte zu einer breiten Debatte über das Abbrechen von Schwangerschaften bei diagnostizierten Down-Syndrom.